# ナイジェル・ベン
ナイジェル・ベン（Nigel Benn、1964年1月22日 - ）は、イギリスの男性プロボクサー。ロンドンイルフォード出身。 元WBO世界ミドル級王者。元WBC世界スーパーミドル級王者。世界2階級制覇王者。息子の中でコナーとハーレーの2人がプロボクサーになっている。

## 来歴
1987年1月28日、プロデビューを果たし2回1分10秒TKO勝ちを収め白星でデビューを飾った。
1988年4月20日、アブドゥル・ウマル・サンダとコモンウェルスイギリス連邦ミドル級王座決定戦で対戦し2回TKO勝ちを収め王座獲得に成功した。
1988年10月26日、ロンドンロイヤル・アルベルト・ホールでアンソニー・ローガンと対戦し2回1分15秒KO勝ちを収め初防衛に成功した。
1988年12月10日、ダビット・ノエルと対戦し初回1分15秒TKO勝ちを収め2度目の防衛に成功した。
1989年2月8日、マイケル・チラムベと対戦し初回1分7秒KO勝ちを収め3度目の防衛に成功した。
1989年5月21日、マイケル・ワトソンと対戦し初黒星となる6回1分34秒TKO負けを喫し4度目の防衛に失敗し王座から陥落した。
1990年4月29日、アトランティックシティのシーザース・ホテル・アンド・カジノでWBO世界ミドル級王者ダグ・デビットと対戦し8回44秒TKO勝ちを収め王座獲得に成功した。
1990年8月18日、後の世界3階級制覇王者のアイラン・バークレーと対戦し初回2分57秒TKO勝ちを収め初防衛に成功した。
1990年11月18日、クリス・ユーバンクと対戦し9回2分56秒逆転TKO負けを喫し2度目の防衛に失敗し王座から陥落した。
1992年5月23日、後のWBC世界スーパーミドル級王者スラニー・マリンガと対戦し10回98-97.5の判定勝ちを収めた。
1992年10月3日、WBC世界スーパーミドル級王者マウロ・ガルバノと対戦し4回TKO勝ちを収め2階級制覇を達成した。
1992年12月12日、ニッキー・ピッパーと対戦し11回1分44秒TKO勝ちを収め初防衛に成功した。
1993年3月6日、マウロ・ガルバノと対戦し12回3-0(118-114、117-113、118-112)の判定勝ちを収め2度目の防衛に成功した。
1993年6月26日、ルー・ゲントと対戦し4回35秒TKO勝ちを収め3度目の防衛に成功した。
1993年10月9日、WBO世界スーパーミドル級王者クリス・ユーバンクと王座統一戦。前回同様激しい死闘となり12回1-1(115-113、114-114、113-115)の三者三様の引き分けに終わったが4度目の防衛に成功した。
1994年2月26日、ヘンリー・ワートンと対戦し12回3-0(115-113、116-114、117-112)の判定勝ちを収め5度目の防衛に成功した。
1994年9月10日、ファン・カルロス・ギメネス・フェレーラと対戦し12回3-0(119-115、117-112、118-112)の判定勝ちを収め6度目の防衛に成功した。
1995年2月25日、ニュー・ロンドン・アリーナで元ミドル級統一王者ジェラルド・マクレランと対戦。初回にダウンを奪われたがなんとか持ち直したが8回にダウンを追加された。勝つにはKOしかなくなったベンは10回にダウンを2度奪い返し10回1分46秒逆転KO勝ちを収め6度目の防衛に成功した。マクラレンはKO時は自力で歩いてコーナーに戻ったが、その直後に意識不明に陥り、すぐさま会場近くの病院へ搬送。検査の結果、脳内出血が確認され、緊急手術が施された。幸い一命は取りとめたものの、半身不随・失明、24時間の看護が必要な状態になり、この事故が原因となり引退に追い込まれてしまった。この試合でベンはマクラレンに度々ラビットパンチ（後頭部打ち）を行ったとされ、それを注意しなかったレフェリーと共に非難されることになった。
1995年7月22日、後のWBC世界スーパーミドル級王者ビンチェンツオ・ナルディエッロと対戦し8回1分43秒TKO勝ちを収め7度目の防衛に成功した。
1995年9月2日、ダニエル・ペレスと対戦し7回2分23秒KO勝ちを収め9度目の防衛に成功した。
1996年3月2日、スラニー・マリンガと対戦し12回1-2(109-118、112-114、115-111)の判定負けを喫し10度目の防衛に失敗し王座から陥落した。
1996年7月6日、WBO世界スーパーミドル級王者スティーブ・コリンズと対戦し4回2分46秒TKO負けを喫し王座獲得に失敗した。
1996年11月9日、WBO世界スーパーミドル級王者スティーブ・コリンズと再戦したが6回終了時棄権をした為返り討ちを食らい、この試合を最後に現役を引退した。
2019年9月27日、ロンドンで記者会見を開き、11月23日に約23年ぶり55歳での現役復帰戦を行い、サキオ・ビカと対戦することを発表。記者会見では「8歳で喫煙を始めて41歳まで吸っていた。キャリアを通じてずっと、（合成麻薬の）エクスタシー（Ecstasy）やマリフアナをやっていたし、うつ病にも苦しんだ」「自殺も考えたし、そのときは自分でいたくなかった。とにかく、これまで経験してきたことを理解してもらいたい」「それから、2008年頃にイエスに出会って人生が変わった。本当に変わったんだ。マリフアナ、エクスタシー、女性には一切手を出していない」と告白し、復帰理由を、現役時代に悩まされた薬物依存やうつ病を乗り越えた区切りをつけたいためと語るも、その後に肩を負傷して復帰戦を中止することを発表した。

## 獲得タイトル
- コモンウェルスイギリス連邦ミドル級王座
- WBO世界ミドル級王座（防衛1）
- WBC世界スーパーミドル級王座（防衛9）